# Anthaxia erato
Anthaxia erato es una especie de escarabajo del género Anthaxia, familia Buprestidae. Fue descrita científicamente por Bílý en 1989.